# Пинятаро Маджоре
Пинята̀ро Маджо̀ре (на италиански: Pignataro Maggiore) е градче и община в Южна Италия, провинция Казерта, регион Кампания. Разположено е на 93 m надморска височина. Населението на общината е 6281 души (към 2010 г.).